# Rocambole (personnage de fiction)
Pour les articles homonymes, voir Rocambole.
Rocambole est un personnage de fiction créé par Pierre Ponson du Terrail dans le roman-feuilleton Les Drames de Paris (I. L'Héritage mystérieux) en 1857.
Rocambole commence sa carrière de malfaiteur dès l'enfance sous les ordres du criminel sir Williams, en ayant recours aux usurpations d'identité, vols, chantages et meurtres pour parvenir à ses fins. Après un séjour au bagne, bien qu'il garde ses habitudes d'imposteur, il s'engage sur la voie de la rédemption en devenant justicier en marge de la société.
De son nom, on a tiré l'adjectif « rocambolesque » pour qualifier des aventures invraisemblables.

## Historique
C'est en 1857 que Ponson du Terrail entame la rédaction du premier roman du cycle Les Drames de Paris : L'Héritage mystérieux pour le journal La Patrie. Il souhaite seulement profiter du succès des Mystères de Paris d'Eugène Sue, écrits une quinzaine d'années auparavant.
Rocambole devient un grand succès populaire, ce qui donne à Ponson du Terrail une importante et constante source de revenus. Au total, il rédige neuf romans mettant en vedette Rocambole. Cependant, sa production étant destinée à différents journaux de l'époque, Ponson du Terrail écrit rapidement et dans un style stéréotypé. Pour ces raisons, Rocambole ne parvient pas à durer et, au XXIe siècle, il est peu lu.
L'importance de Rocambole n'est cependant pas à sous-estimer, car c'est la première fois que les aventures fantastiques font leur apparition. Il marque la transition entre les héros de roman gothique et les héros plus modernes, entreprenants et dotés d'un caractère trouble. D'ailleurs, l'adjectif « rocambolesque » qualifie maintenant n'importe quelle aventure fantastique.
Pour ses Drames de Paris, Ponson du Terrail subit une pression croissante des lecteurs, à travers les directeurs de journaux, désireux de voir la suite des aventures de Rocambole. Cette pression explique les développements imprévus de la série, l'effacement de certains personnages destinés à être importants et l'essor d'autres, et notamment celui de Rocambole qui devient le héros principal à partir d'octobre 1858 avec Les Exploits de Rocambole.
Ponson du Terrail apporte une nouveauté avec son roman-feuilleton : Rocambole illustre la gouaille parisienne mêlée à la fière allure du bandit romantique. L'évolution de Rocambole du Mal vers le Bien se fera avec son passage par le bagne. Il n'utilise plus son talent d'imposteur pour son seul profit mais le met au service de l'orpheline spoliée de son héritage.
On ne peut non plus dénier à l'œuvre sa peinture de la vie parisienne. Dans sa trilogie autobiographique, Enfance, En gagnant mon pain, Mes universités, l'écrivain russe Maxime Gorki (1868-1936), raconte qu'il a pris conscience de l'arriération économique et sociale de son pays en lisant passionnément Rocambole: les routes goudronnées du Second Empire utilisées par les calèches françaises contrastaient avec les routes pavées de la Russie tsariste des années 1880.

## Biographie fictive

### Carrière criminelle sous les ordres de sir Williams

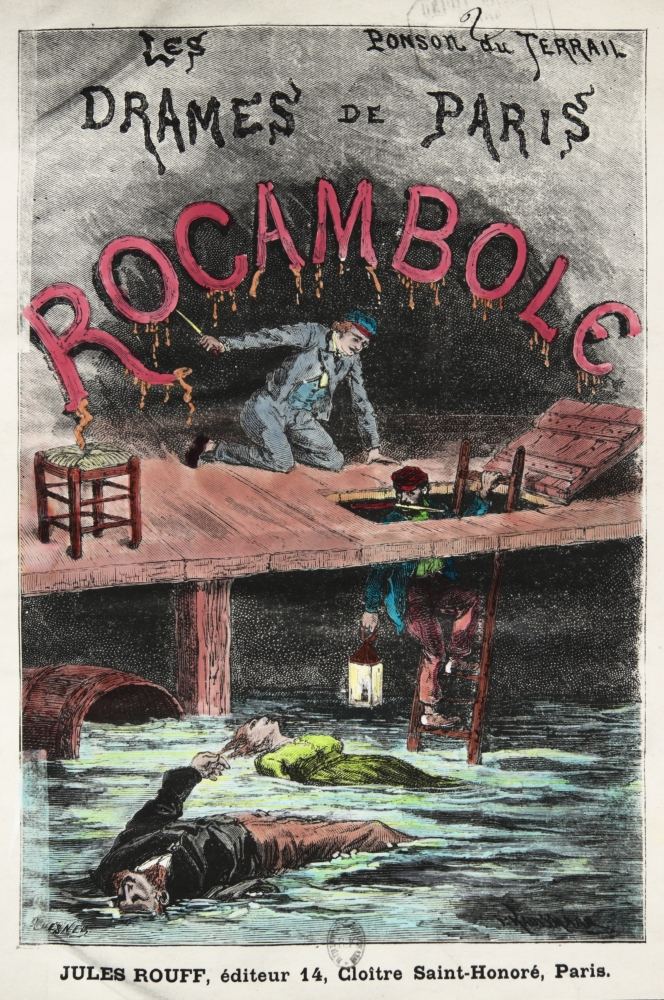
Rocambole : les drames de Paris, couverture d'une édition publiée en 4 volumes chez Jules Rouff, 1884.

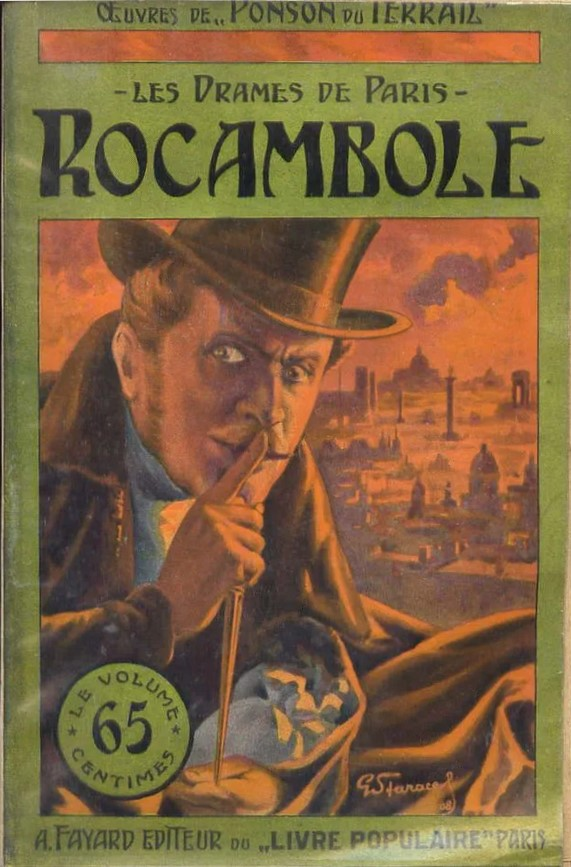
Rocambole : les drames de Paris, couverture de Gino Starace pour une réédition par la librairie Arthème Fayard en 1909.

Rocambole était un orphelin qui, enfant, vivait de vol. Il finit par se faire arrêter par la police et fut envoyé en colonie pénitentiaire avant de réussir à s'en évader. Après sa fuite, il se réfugia dans l'auberge tenue par une vieille femme malhonnête, la veuve Fipart. Il s'était fait servir à boire et à manger puis chercha à partir sans payer. Lorsque la cabaretière voulut le retenir, il la menaça d'un couteau avant de lui proposer son aide pour détrousser les clients. C'est ainsi qu'il devint son associé et l'appela « maman Fipart ».
En 1843, Rocambole alors âgé de douze ans rencontra sir Williams – de son vrai nom Andréa  Felipone – un Français actif dans la pègre britannique et au milieu d'une lutte de pouvoir contre son demi-frère Armand de Kergaz. L'insolence et la malice juvénile de Rocambole firent tellement forte impression sur Andréa, qu'il le prit sous son aile. Cependant, Rocambole ne fut pas plus loyal avec son nouveau mentor et le trahit contre de l'argent au profit d'Armand de Kergaz.
Quatre ans plus tard, après que sir Williams a convaincu son demi-frère Armand qu'il s'était repenti, celui-ci lui confia la direction de sa police secrète, qui combattait le gang de malfaiteurs connu sous le nom du Club des Valets-de-cœur. Cette association criminelle qui sévissait dans Paris était en réalité dirigée par sir Williams, assisté de son bras droit Rocambole. Le jeune homme se faisait d'ailleurs connaître sous le nom du vicomte de Cambolh, un noble d'origine suédoise.
Mais les plans de sir Williams furent de nouveau déjoués, après que Rocambole, sous l'identité d'un marquis brésilien don Inigo de los Montes, fut vaincu lors d'un duel l'opposant à Armand de Kergaz. Il trahit à nouveau son mentor contre la vie sauve et de l'argent. Tandis que sir Williams fut mutilé et eut la langue coupée avant d'être exilé en Australie, Rocambole partit s'installer à Londres en emportant le calepin de sir Williams qui contenait tous ses projets criminels.

### Le marquis Albert de Chamery
Rocambole retourne à Paris en 1851, après deux ans passés à Londres, avec la ferme intention de s'enrichir. Grâce aux notes qu'il a volé à son mentor, sir Williams, il prend l'identité du marquis Albert de Chamery après avoir abandonné le vrai marquis sur une île déserte. Par hasard, il retrouve sir Williams totalement défiguré, le visage recouvert de tatouages. Rocambole le prend à son service pour qu'il le conseille dans ses affaires. Ainsi, grâce aux conseils de son mentor, il use de stratagèmes pour séduire Conception de Sallandrera, fille d'un Grand d'Espagne, et faire tuer son fiancé.
Alors qu'il arrive à ses fins, Rocambole tue sa mère, Maman Fipart, et celui qu'il considère comme son oncle, sir Williams, afin de prévenir toute trahison possible. Cependant, une ancienne de ses ennemis du Club des Valets-de-cœur, Baccarat dite comtesse Artoff, revient à Paris et met au jour les machinations de Rocambole. Elle réussit à retourner l'un de ses complices, Zampa, pour qu'il l'aide à localiser le vrai Albert de Chamery, emprisonné à Cadix, puis intervertir les deux individus : le vrai Albert se marie avec Conception de Sallandrera, tandis que Rocambole est envoyé à sa place au bagne de Cadix,.

### Un justicier en quête de rédemption
Transféré au bagne de Toulon, Rocambole (alias Cent dix-sept) parvient finalement à s'en échapper en 1865, au bout de dix ans. Il décide de consacrer désormais ses talents à faire le bien et rassemble autour de lui des malfaiteurs repentis qui l'appellent « Maître » : le colosse Milon et la baronne polonaise Vanda.
La première tâche de Rocambole est de protéger deux jeunes orphelines, Antoinette et sa sœur Madeleine, des griffes de Karle de Morlux et de la comtesse Vasilika Wasserenoff qui cherchent à mettre la main sur leur héritage. Ainsi, sous l'identité d'un noble russe le Major Avatar, Rocambole s'allie à son ancienne ennemie, Baccarat, pour protéger les orphelines. Il parvient à la convaincre de la sincérité de sa rédemption lorsqu'il consent au mariage de Madeleine à Yvan Potenieff malgré les sentiments amoureux qu'il éprouve.
Quelque temps plus tard, Rocambole après avoir mis de l'ordre dans ses affaires, cherche à se suicider. Il y renonce quand il apprend que le fils de Blanche de Chamery a été enlevé par Vasilika qui cherche à se venger. Il parvient à le libérer, mais lors de son affrontement avec Vasilika, Rocambole est, semble-t-il, mortellement blessé après l'avoir tué. Tandis que Milon reste persuadé qu'il ne s'en est pas sorti, Vanda au contraire refuse de le croire mort.

### Les aventures britanniques
Durant sa convalescence, Rocambole lutte face au Pâtissier pour devenir chef d'une bande de voleurs qui se font appeler les Ravageurs, afin de les mettre hors d'état de nuire. Lors d'un cambriolage, il apprend que des membres de la secte des Thugs cherchent à enlever de jeunes vierges destinées à servir la déesse Kâli aux Indes. Rocambole se rend à Londres avec Milon, Vanda et plusieurs membres repentis des Ravageurs, pour affronter les Thugs. Il cherche à protéger en particulier une jeune fille qui se fait passer pour une bohémienne, mais qui se nomme en réalité Anna Blesingfort, et qui a été spoliée de son héritage par sa tante, Milady, maîtresse d'Ali-Remjeh, le chef des Thugs. Après les avoir vaincu, Rocambole pardonne la femme et livre le Thug aux autorités anglaises
. Il prend ensuite seul la direction des Indes.
Pendant deux ans, Rocambole reste en Inde, où il s'allie au rajah Osmany pour combattre le criminel sir Edward Linton. Ce dernier parvient à tuer le rajah avant d'enlever son fils. Avec l'aide de Nadir, un membre des Fils de Sivah, ennemis jurés des Thugs, Rocambole sauve l'enfant mais l'Anglais réussit à s'échapper en Europe.
De retour à Paris, Rocambole aide un vieil ami, Maurevers, alors en lutte contre une bohémienne du nom de Roumia, en parvenant à la convaincre de stopper sa vengeance et d'entrer à son service.
Il se rend ensuite à Londres sur la piste de Linton qu'il parvient à vaincre de nouveau avec l'aide de Roumia. Cependant, tandis que les alliés de Rocambole enlèvent Linton, celui-ci le dénonce à la police britannique qui le met aux arrêts.
De nouveau en liberté, Rocambole se cache sous le nom de « l'homme gris ». Il s'allie à un prêtre irlandais et à un ancien brigand, Shoking, pour retrouver un riche héritier, Ralph. Son père fut tué à l'instigation de son oncle, Lord Palmure, car il soutenait l'indépendance irlandaise. Rocambole affronte ainsi l'assassin et sa fille Miss Ellen, pour rendre l'enfant à sa mère et qu'il suive la voie indépendantiste de son père. Même s'il finit victorieux de sa confrontation avec Lord Palmure, Rocambole est de nouveau arrêté par les autorités britanniques et reprend le chemin de la prison.

### Rocambole en prison
Tandis que Rocambole est emprisonné à Newgate, Miss Ellen découvre des sentiments amoureux envers son ancien ennemi. Elle se rend alors à Paris pour recruter ses anciens alliés dans le but de le faire évader.
Rocambole est placé en cellule avec un faux Fenian chargé par l'administration pénitentiaire de récupérer des informations auprès du prisonnier. S'apercevant de l'imposture, Rocambole parvient à en faire un agent double à son service. Alors que ses complices venus de Paris s'apprêtent à le faire évader en creusant un tunnel sous la prison de Newgate, ils tombent sur des patriotes irlandais qui ont eu la même idée. Ainsi, pendant que Rocambole s'échappe avec ses compagnons par les tunnels, les galeries s'effondrent à la suite des explosions des irlandais, les enterrant vivants.
Après plusieurs jours passés sous terre, Rocambole parvient finalement à s'échapper des tunnels. Il reprend ses activités de justicier en faisant évader un innocent, William, envoyé en prison par des individus désireux de lui voler sa fortune.

## La Vérité sur Rocambole
Dans Le Dernier mot de Rocambole, Ponson du Terrail explique à ses lecteurs que Rocambole existe vraiment et tente de justifier les nombreuses incohérences dans les aventures de son héros.
Il explique ainsi qu'il a été contacté par un certain Timoléon qui est responsable de son arrestation et qui lui a fourni toutes les notes concernant les événements racontés dans L'Héritage mystérieux. Après avoir été approché par un de ses complices, il se rend au bagne de Brest pour y rencontrer Rocambole. Celui-ci accepte de lui envoyer chaque semaine des notes pour qu'il puisse y raconter ses véritables aventures jusqu'à son arrestation : c'est ainsi que paraissent Le Club des Valets-de-cœur, puis Les Exploits de Rocambole. Pressé par son directeur de journal de poursuivre son récit, Ponson du Terrail invente la suite sous le nom des Les Chevaliers du clair de lune. Il prit ainsi la liberté de le défigurer pour les besoins de son histoire : « Je l'avais défiguré, ce qui, je l'avoue, était tout à fait faux. La comtesse Artoff n'avait point poussé l'amour de la vengeance jusqu'à cet acte d'atroce barbarie ».
C'est au moment où Rocambole aurait repris contact avec lui qu'il aurait pu reprendre le véritable récit de son histoire. Le héros retrouve son beau visage et sa jeunesse qu'il avait à la fin des Exploits de Rocambole. L'épisode des Chevaliers du clair de lune serait donc totalement inventé et à ne pas prendre en compte dans la biographie du voleur. Après son évasion du bagne, il reprend l'envoi de notes à Ponson, qui continue donc la suite de ses aventures avec La Résurrection de Rocambole.

## Bibliographie

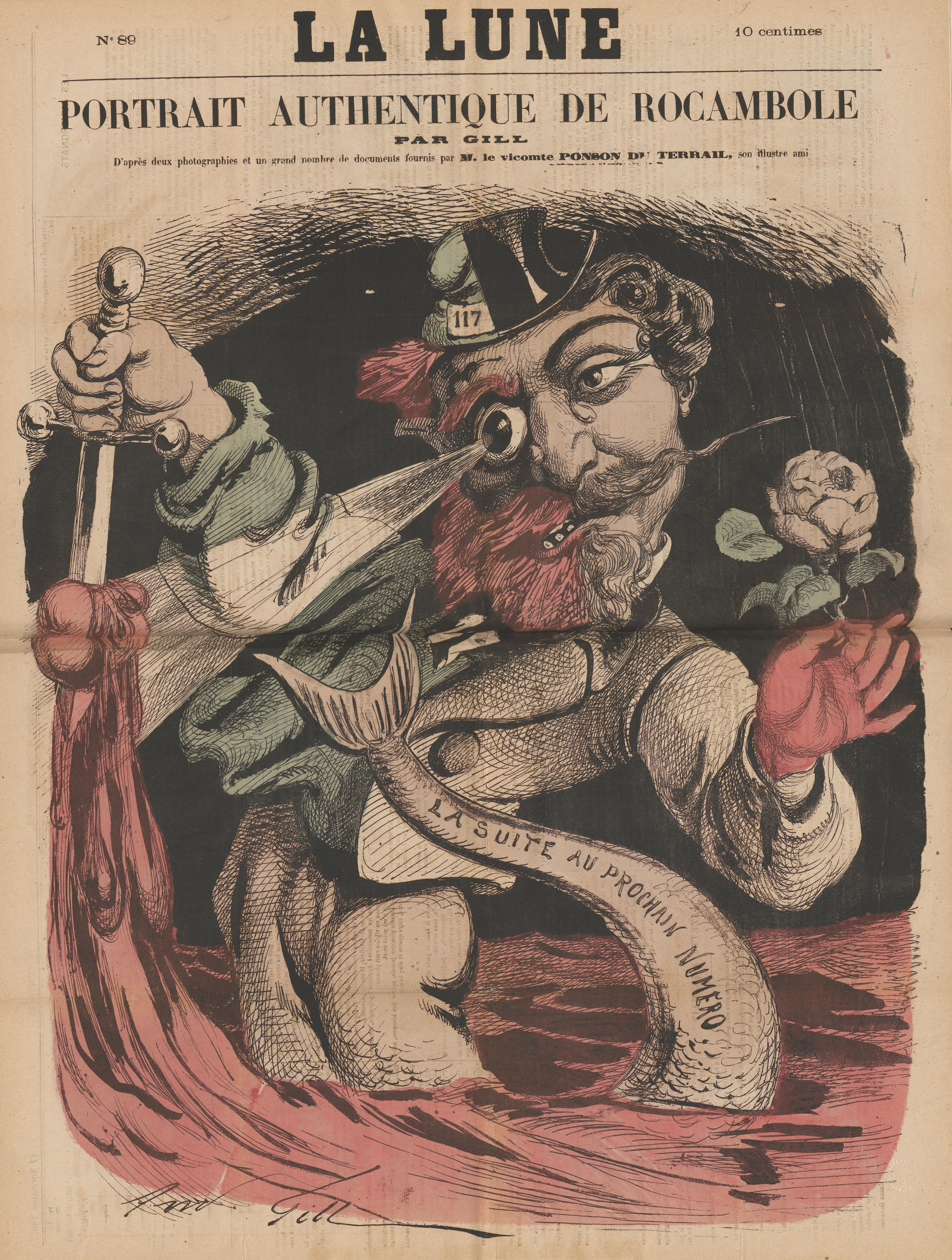
Le 11 novembre 1867, la une du journal satirique La Lune représente le vrai visage de Rocambole sous les traits de Napoléon III. Cette caricature d'André Gill entraîne l'interdiction définitive du périodique.

## Postérité

### Reprises et adaptations

#### Romans
- Par Constant Guéroult :

1. Le Retour et la Fin de Rocambole, La Petite Presse, 1875
2. Les Nouveaux Exploits de Rocambole, Capiomont, Calvet, 1880

- Par Jules Cardoze :

1. Les Bâtards de Rocambole, Rep. L. Boulanger, 1886

- Auteur anonyme (avec indication Ponson du Terrail - aventures inédites)[6] :

1. Cadet-Fripouille, Fayard, 1912

- Par Frédéric Valade :

Frédéric Valade raconte les aventures du petit-fils de Rocambole qui réutilise le nom de son aïeul.
1. Le Petit-Fils de Rocambole, Ferenczi, 1922
2. La Haine immortelle, Ferenczi, 1922
3. Le Testament de Rocambole, Tallandier, 1931
4. Olivia contre Rocambole, Tallandier, 1931
5. La Justice de Rocambole, Tallandier, 1932
6. La Belle Olivia, Tallandier, 1932
7. Les Larmes de Rocambole, Tallandier, 1933
8. Le Châtiment d'Olivia, Tallandier, 1933

- Par Georges Pair :

1. La Justice de Rocambole, Dumas, 1947 : roman original mais présenté comme étant de Ponson du Terrail avec « présentation nouvelle de Georges Pair »
2. Rocambole, Dumas, 1947 : adaptation de L'Héritage mystérieux, Les Exploits de Rocambole, La Corde du pendu et de la 1re partie de La Résurrection de Rocambole
3. Rocambole joue et gagne, Dumas, 1949 : adaptation de Les Ravageurs et Les Étrangleurs

- Par Michel Honaker :

Michel Honaker a repris le personnage pour une série de romans pour la jeunesse.
1. Rocambole et le Spectre de Kerloven, Gallimard, 2002
2. Rocambole et les Marionnettes de la mort, Gallimard, 2003
3. Rocambole et le Pacte de sang, Gallimard, 2004
4. Rocambole et le Diable de Montrouge, Gallimard, 2005
5. Rocambole et la Sorcière du marais, Gallimard, 2005

#### Films
- Georges Denola a réalisé en 1913 simultanément trois films mettant en scène Rocambole sortis au cinéma l'année suivante :
  - La Jeunesse de Rocambole, le 20 mars 1914
  - Les Exploits de Rocambole, le 15 mai 1914
  - Rocambole et l'Héritage du marquis de Morfontaine, le 24 juillet 1914
- Rocambole : les premières armes de Rocambole de Charles Maudru, 1924
- Rocambole de Gabriel Rosca, 1933
- Rocambole de Jacques de Baroncelli, 1948 (1re époque)
- La Revanche de Baccarat de Jacques de Baroncelli, 1948 (2e époque)
- Rocambole de Bernard Borderie, 1963
- Rocambole contra las mujeres arpias de Emilio Gómez Muriel, 1967. Adaptation très libre de Rocambole dans laquelle il apparaît comme justicier costumé.
- Rocambole contra la secta del escorpión de Emilio Gómez Muriel, 1967

#### Série télévisée
- Rocambole de Jean-Pierre Decourt, 1964-1965

#### Théâtre
- Rocambole, drame en 5 actes et 9 tableaux, Michel Lévy frères, Paris, 1864. En collaboration avec Anicet Bourgeois et Ernest Blum. Première donnée à l'Ambigu-Comique, le 26 août 1864[7]

#### Bandes dessinées
- Rocambole de Gaston Niezab, Armand Fleury, 1947 (14 numéros)
- Rocambole. D'après le film de J. de Baroncelli adapté par George Fronval et dessiné par Raymond Cazanave dans la revue L'Intrépide (Société universelle d'édition), 1948
- André Galland a dessiné une série de strips publiés dans la presse :

1. Rocambole dans Le Parisien Libéré, 1949-50 (242 numéros)
2. Nouvelles Aventures de Rocambole dans Le Parisien Libéré, 1954-56 (610 numéros)

- Rocambole de J. Liera puis Giancarlo Ottani & Renzo Savi, Éditions Aventures & Voyages, 1964-67 (20 numéros)
- Rocambole, de Ponson du Terrail de Federico Bertolucci et Brrémaud, Delcourt, 2009

### Sources
1. ↑  Pierre Ponson du Terrail, L'Héritage mystérieux, édition du groupe "Ebooks libres et gratuits", avril 2008, p. 628 : Rocambole a douze ans dans ce roman qui se déroule en 1843.
2. ↑  Ibid., L'Héritage mystérieux, édition du groupe "Ebooks libres et gratuits", avril 2008, p. 628
3. ↑  Ibid., p. 629
4. ↑  Ibid., p. 870
5. ↑  Ibid., Le Club des Valets-de-cœur, tome I, édition du groupe "Ebooks libres et gratuits", juin 2009, p. 30
6. ↑  Ibid., p. 46
7. ↑  Ibid., Le Club des Valets-de-cœur, tome II, édition du groupe "Ebooks libres et gratuits", juin 2009, p. 658
8. ↑  Ibid., p. 687
9. ↑  Ibid., Les Exploits de Rocambole, tome I Une fille d'Espagne, édition du groupe "Ebooks libres et gratuits", juin 2009, p. 27
10. ↑  Ibid., p. 50
11. ↑  Ibid., Les Exploits de Rocambole, tome II La Mort du sauvage, édition du groupe "Ebooks libres et gratuits", juin 2009, p. 353
12. ↑  Ibid., p. 500
13. ↑  Ibid., Les Exploits de Rocambole, tome III La Revanche de Baccarat, édition du groupe "Ebooks libres et gratuits", juin 2009, p. 348
14. ↑  Ibid., La vérité sur Rocambole, édition du groupe "Ebooks libres et gratuits", septembre 2009, p. 111 : Ponson précise qu'il s'agit en réalité du bagne de Brest mais qu'il a modifié le lieu à la demande de Rocambole.
15. ↑  Ibid., p. 111 : Baccarat a brûlé le visage de Rocambole avec du vitriol pour tromper les autorités du bagne. Cependant, pour justifier que Rocambole ait retrouvé son beau visage dans Le Dernier Mot de Rocambole, Ponson revient dessus dans La Vérité sur Rocambole en expliquant qu'il avait inventé ce supplice.
16. ↑  Ibid., p. 124
17. ↑  Ibid., La Résurrection de Rocambole, tome I Le bagne de Toulon, Antoinette, édition du groupe "Ebooks libres et gratuits", août 2009, p. 54
18. ↑  Ibid., La Résurrection de Rocambole, tome III Rédemption, La vengeance de Vasilika, édition du groupe "Ebooks libres et gratuits", août 2009, p. 301
19. ↑  Ibid., p. 313
20. ↑  Ibid., p. 355
21. ↑  Ibid., Le Dernier Mot de Rocambole, tome I Les Étrangleurs, édition du groupe "Ebooks libres et gratuits", septembre 2011, p. 99
22. 1 2  Ibid., p. 111
23. ↑  Ibid., p. 183
24. ↑  Ibid., Le Dernier Mot de Rocambole, tome II Les Millions de la bohémienne, édition du groupe "Ebooks libres et gratuits", septembre 2011, p. 515
25. ↑  Ibid., Le Dernier Mot de Rocambole, tome IV Les trésors du Rajah, édition du groupe "Ebooks libres et gratuits", septembre 2011, p. 181
26. ↑  Ibid., Le Dernier Mot de Rocambole, tome III Un drame dans l'Inde, édition du groupe "Ebooks libres et gratuits", septembre 2011, p. 451
27. ↑  Ibid., Le Dernier Mot de Rocambole, tome IV Les trésors du Rajah, édition du groupe "Ebooks libres et gratuits", septembre 2011, p. 271
28. ↑  Ibid., Les Misères de Londres, tome I La nourrisseuse d'enfants, édition du groupe "Ebooks libres et gratuits", juillet 2007, p. 310
29. ↑  Ibid., Les Misères de Londres, tome IV Les tribulations de Shoking, édition du groupe "Ebooks libres et gratuits", juillet 2007, p. 463
30. ↑  Ibid., p. 460
31. ↑  Ibid., Rocambole en prison, édition du groupe "Ebooks libres et gratuits", septembre 2011, p. 28
32. ↑  Ibid., p. 370
33. ↑  Ibid., p. 632
34. ↑  Ibid., p. 658
35. ↑  Ibid., La Corde du pendu, tome I La Corde du pendu, édition du groupe "Ebooks libres et gratuits", septembre 2011, p. 89
36. ↑  Ibid., La Corde du pendu, tome II L'Homme gris, édition du groupe "Ebooks libres et gratuits", septembre 2011, p. 253
37. ↑  Ibid., La vérité sur Rocambole, édition du groupe "Ebooks libres et gratuits", septembre 2009, p. 35
38. ↑  Ibid., p. 83
39. ↑  Ibid., p. 123